# مركب إسكات مستحث بالرنا

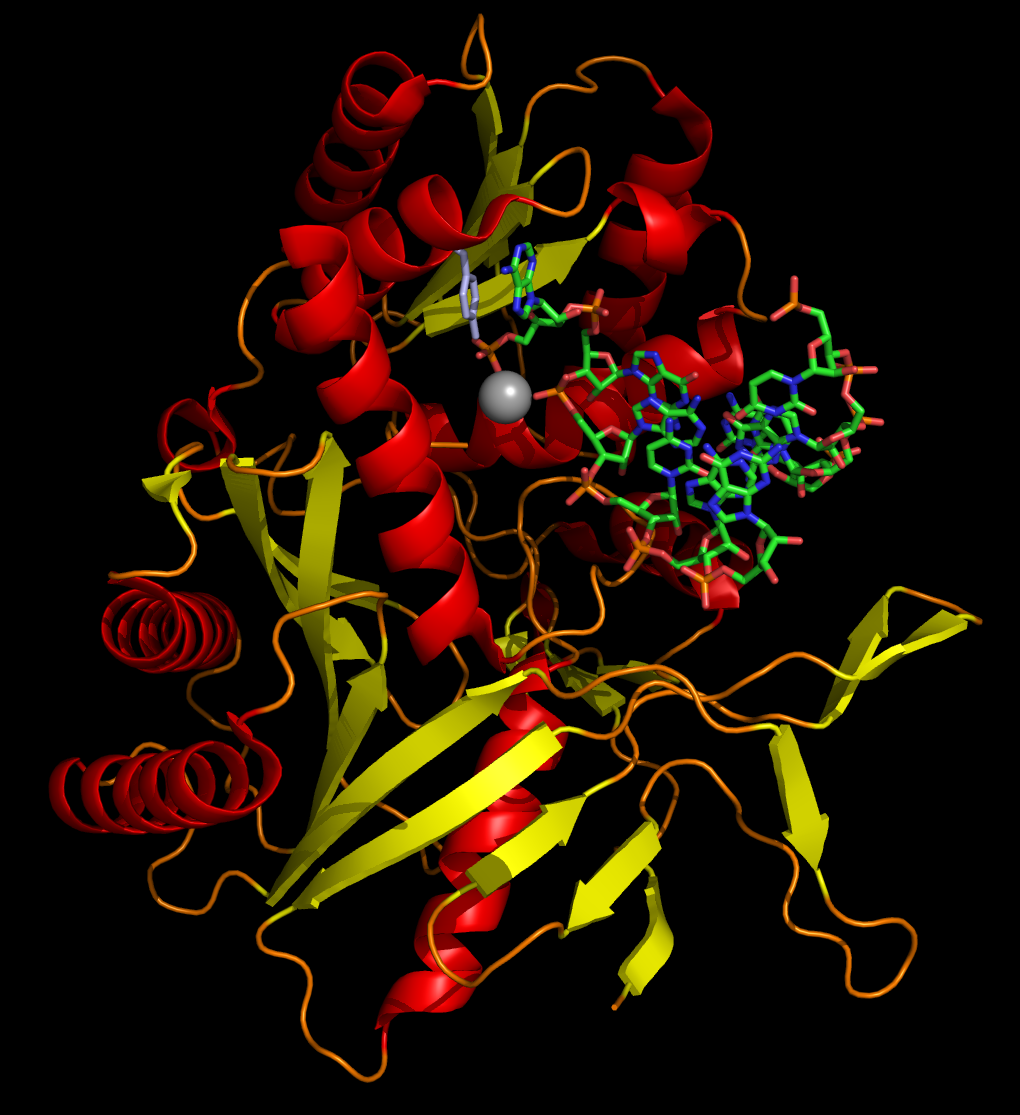
نطاق بيوي الخاص ببروتين الأرغنوت في مركب مع رنا مزدوج السلاسل.

مركب إسكات مُسْتَحَثْ بالرنا (بالإنجليزية: RNA-induced silencing complex)‏ واختصارا (ريسك : RISC) هو مركب بروتيني عديد البروتينات يتكون من بروتين من عائلة الأرغنوت بالإضافة إلى بروتينات نووية ريبوزية أخرى، والتي تقوم بالارتباط
بسلسلة رنا مفردة مثل الرنا الميكروي أو الرنا المتدخل الصغير عالجها سابقا النوكلياز الداخلي دايسر.
يقص دايسر سلسلة الرنا المتدخل الصغير الأولي المزدوجة ويُنتِج سلسلتين مفردتين، واحدة منهما فقط يتم إدراجها في مركب ريسك والأخرى يتم تفكيكيها. بعدها تعمل تلك السلسلة كقالب لمركب ريسك يتعرف من خلالها على سلاسل الرنا الرسول المكملة وحين يجدها يتم تثبيط النسخ إن كان التكامل بينهما غير تام، أما إن كان تاما أو شبه تام فإن مركب ريسك يفعّل بروتين الأرغنوت الذي يقص الرنا الرسول في مركز الترابط بواسطة نطاق بيوي الخاص به.
تسمى هذه العملية تدخل الرنا وتتواجد لدى حقيقيات النوى، وهي عملية مفتاحية في إسكات الجينات والدفاع ضد عدوى الفيروسات.

## الارتباط بالرنا الرسول
```

مخطط لنشاط مركب ريسك مع الرنا الميكروي.

ليس واضحا لحد الآن كيف يحدد مركب ريسك المنشَّط جزيئات الرنا المستهدفة في الخلية، رغم أنه تبين أن هذه العملية تحدث حتى في الحالات التي لا يكون فيها الرنا الرسول خاضعا للترجمة لتخليق بروتين.
[
4
]
```

جزيئات الرنا الميكروي المعبر عنها ذاتيا لدى الحيوانات ليست في العادة متكاملة بشكل تام مع الكثير من جزيئات الرنا الرسول، وتقوم بتعديل التعبير الجيني عبر تثبيط الترجمة. أما عند النبات فعملية الارتباط أكثر دقة وتكاملا مع جزيئات الرنا الرسول وفي العادة كل رنا ميكروي يرتبط مع رنا رسول واحد فقط. الدقة الأكثر تعني أن تفكيك الرنا الرسول على الأرجح سيحدث.

## وظيفته في تدخل الرنا

### تحميل الرنا مزدوج السلاسل
يساعد الرناز 3 دايسر مركب ريسك في تدخل الرنا عبر قص الرنا مزدوج السلاسل إلى قطعة طولها 21-23 نوكليوتيد مع فارق نوكليوتيدتين في النهاية 3'. بعد ذلك تُدرج هاتين القطعتين في مركب ريسك ويكون لهما مصير مختلف حسب ظاهرة قانون اللاتناظر.
- يختار بروتين الأرغنوت السلسلة الأقل استقرارا في النهاية 5' ويُدرجها في مركب ريسك.[12][13] تعرف هذه السلسلة بالسلسلة المُرشِدة.
- السلسلة الأخرى التي تعرف باسم السلسلة المسافرة، يتم تفكيكها بواسطة ريسك.[14]